# مران منشوري
المُران المنشوري (باللاتينية: Fraxinus mandshurica) نوع نباتي ينتمي إلى جنس المُران من الفصيلة الزيتونية.

## الموئل والانتشار
ينتشر هذا النوع في الصين وكوريا واليابان وجنوب شرق روسيا.